# Otto Emanuel Ödman
Otto Emanuel Ödman, född 15 september 1800 i Hällestad, Malmöhus län, död 30 april 1869 i Ronneby, var en svensk lantmätare, målare och tecknare.
Han var son till kyrkoherden Karl Fredrik Ödman och Kristina Petronella Hökendahl och från 1856 gift med Anna Sofia Humble. Ödman blev student vid Lunds universitet 1818 och avlade lantmätarexamen 1827. Han utsågs till kommissionslantmätare i Blekinge län 1837 och andre lantmätare 1861 men begärde avsked 1867. Som målare utförde han en del porträtt och en sockenbeskrivning av Listerby församling med ett flertal teckningar från trakten. Ödman är representerad vid Lantmäteristyrelsens arkiv i Stockholm.